# Popis geografa
Popis geografa (zemljopisaca) poredanih po abecednom redu (po prezimenu).
| Indeks: 0-9 A B C Č Ć D Dž Đ E F G H I J K L Lj M N Nj O P Q R S Š T U V W X Y Z Ž |

## A
- Abulfeda (Sirija, 1273. – 1331.)
- Agatarhid
- Agatedemon Aleksandrijski
- Alipije Antiohijski (Rimsko Carstvo, o. 450.)
- Hafiz-i Abru (Perzija, 15. stoljeće)
- Karl Andree (Njemačka, 1808. – 1875.)

## B
- Ibn Batuta (Maroko, 1304. – 1369.)
- Al-Bruni
- Andrija Bognar

## C
- Walter Christaller (Njemačka, 1893. – 1969.)
- Denis Cosgrove (Engleska, 1948.)
- Jovan Cvijić (Srbija, 1865. – 1927.)
- Zoran Curić  (Hrvatska,1963. -     )

## D
- William Morris Davis (SAD, 1850. – 1934.)
- John Dee (Engleska, 1527. – 1608.)
- Jared Diamond (SAD, 1937.)
- Dikearh (Grčka, oko 350. pr. Kr. - oko 285. pr. Kr.)

## E
- Eratosten (Grčka, 276. pr. Kr. - 194. pr. Kr.)

## F
- Dragutin Feletar (Hrvatska, 1941. – 2023.)

## G
- Artur Gavazzi (Hrvatska, Slovenija, 1861. – 1944.)
- Reginald G. Golledge
- Michael Frank Goodchild (1944. - )

## H
- Torsten Hägerstrand (Švedska, 1916. – 2004.)
- Richard Hartshorne (Sjedinjene Države, 1899. – 1992.)
- David Harvey (Sjedinjene Države, Britanija, r. 1935.)
- Hiparh (Grčka, 190. pr. Kr. - 120. pr. Kr.)
- Johann Homann (Njemačka, 1664. – 1724.)
- Alexander von Humboldt (Njemačka, 1769. – 1859.)
- Hinko Hranilović (Hrvatska, 1860. – 1922.)

## K
- Ratimir Kalmeta (1916. – 2005.)
- Jaromír Korčák (Češka, 1895. – 1989.)
- Peter Kropotkin

## M
- Halford John Mackinder (UK 1861. – 1947.)
- Damir Magaš (Hrvatska, 1953.)
- Petar Matković (Hrvatska, 19./ 20. stoljeće)
- Megasten
- August Meitzen (Njemačka, 1822. – 1910.)
- Anton Melik (Slovenija, 1890. – 1966.)
- Don Mitchell

## P
- Pauzanija (Grčka, o. 150.)
- Pitija (Grčka, o. 360. pr. Kr.)
- Posejdonije (Grčka 135 p.u.e. - 51 p.u.e.)
- Pseudo-Skimno
- Ptolomej (Ptolomejski Egipat, Grčka, o. 85. - o. 165.)
- Zlatko Pepeonik (Hrvatska,  1934. - 2004.)

## R
- Amin Razi (Perzija, 16. stoljeće).
- Elisee Reclus
- Ferdinand Baron Von Richthofen (19. stoljeće)
- Karl Ritter (Njemačka, 1779. – 1859.)
- Josip Roglić (Hrvatska, 1906. – 1987.)
- Ibn Rustah (Perzija, umro 903.)

## S
- Skimno
- Edward Soja (Španjolska, 1942.)
- Strabon (Rimsko Carstvo, Grčka, 63/64. pr. Kr. - o. 24. pr. Kr.)

## Š
- Milan Šenoa (Hrvatska, 1869. – 1961.)

## T
- Nigel Thrift
- Johann Heinrich von Thünen (Njemačka, 1783. – 1850.)
- Waldo R. Tobler
- Yi-Fu Tuan (Sjedinjene Države, Kina, r. 1930.)

## W
- Alfred Weber (Njemačka, 1868. – 1958.)

## Z
- Martin Zeiller (Njemačka, 1589. – 1661.)
- Wilbur Zelinsky (Sjedinjene Države, r. 1921.)

## Poveznice
- Popis kartografa